# Xiao Zhaoye
Xiao Zhaoye ((蕭昭業) (473-494) was keizer van China van 493 tot 494 van de Zuidelijke Qi-dynastie.

## Biografie
Xiao Zhaoye was de kleinzoon van de vorige keizer Qi Wudi, zijn vader Xiao Zhangmao was voor zijn vader gestorven. Het land regeren was niet aan hem besteed en na een jaar liet zijn oom Xiao Luan hem uit de wegruimen. Hij werd tijdelijk vervangen door zijn broer Xiao Zhaowen.